# Meyasaurus
Meyasaurus is een geslacht van uitgestorven teiide hagedissen bekend uit het Barremien van Spanje en het Isle of Wight. Vier soorten zijn benoemd uit Spanje, van de La Huérguina-, Camarillas- en La Pedrera de Rúbies-formaties, terwijl een onbenoemde soort bekend is van de Wessexformatie van het Isle of Wight.
De typesoort Meyasaurus faurai werd in 1915 benoemd door de mijningenieur Lluis Marià Vidal i Carreras, echter als een Meyasaurus faurae. De geslachtsnaam verwijst naar de vindplaats Santa Maria de Meia in Catalonië. De soortaanduiding eert de geoloog en astronoom pater Marià Faura i Sans, tot wiens collectie het typespecimen behoorde. Hoewel Vidal er zich van bewust was dat de pater een man was, gebruikte hij toch de vrouwelijke genitief. In 1952 wees Friedrich von Huene erop dat dit onjuist was en emendeerde de soortaanduiding tot faurai.
Het holotype is Baracelne Muse. Geol. no. 534. Het is een fragmentarisch skelet.
Rubiessaurus lapicidinarum Gomez Pallerola, 1979 is een mogelijk jonger synoniem maar wordt meestal als een nomen dubium beschouwd.
In 1965 benoemde Hofstetter een Ilerdaeosaurus crausafonti gebaseerd op de schedel Inst. prov. Paleont. Sabadell. Mont. 10. In 1996 hernoemde Susan E. Evans dit tot een Meyasaurus crausafonti. Dit wordt ook wel gezien als een jonger synoniem van de typesoort. In 1997 hernoemde ze  Ilerdaeosaurus unaensis Richter 1994, gebaseerd op het skelet met schedel IPFUB Una L. 4A, tot een Meyasaurus unaensis. De soortaanduiding verwijst naar de herkomst bij Una. Hetzelfde jaar benoemde ze een Meyasaurus diazromerali waarvan de soortaanduiding de verzamelaar Armando Diaz-Romeral eert. Het holotype is IPFUB Una L. 4A, een skelet met schedel.
Meyasaurus is een mogelijke naaste verwant van Barbatteius en andere leden van Barbatteiidae.